# Chelec
Chelec (hebrejsky חֶלֶץ, v oficiálním přepisu do angličtiny Helez, přepisováno též Heletz) je vesnice typu mošav v Izraeli, v Jižním distriktu, v Oblastní radě Chof Aškelon.

## Geografie
Leží v nadmořské výšce 82 metrů v pobřežní nížině, v regionu Šefela, nedaleko severního okraje pouště Negev. Jihovýchodně od vesnice probíhá vádí Nachal Bror, do kterého podél severozápadní strany vesnice ústí vádí Nachal Chelec.
Obec se nachází 14 kilometrů od břehu Středozemního moře, cca 56 kilometrů jihojihozápadně od centra Tel Avivu, cca 59 kilometrů jihozápadně od historického jádra Jeruzalému a 13 kilometrů jihovýchodně od města Aškelon. Chelec obývají Židé, přičemž osídlení v tomto regionu je etnicky převážně židovské.
Chelec je na dopravní síť napojen pomocí lokální silnice číslo 352, jež se západně od vesnice kříží s lokální silnicí číslo 232.

## Dějiny
Chelec byl založen v roce 1950. Zakladateli vesnice byli Židé z Jemenu.
V prostoru obce se nachází ropné pole Chelec, jehož produkce byla zahájena roku 1955. K objevu ropy zde došlo v září 1955 a tehdy to v Izraeli vyvolalo vlnu nadšení z možného rozmachu těžebního průmyslu. První vytěženou dávku ropu obdržel jako oficiální dar politik Dov Josef.

## Demografie
Podle údajů z roku 2014 tvořili naprostou většinu obyvatel v Chelec Židé (včetně statistické kategorie "ostatní", která zahrnuje nearabské obyvatele židovského původu ale bez formální příslušnosti k židovskému náboženství).
Jde o menší obec vesnického typu s dlouhodobě stagnující populací. K 31. prosinci 2014 zde žilo 460 lidí. Během roku 2014 populace stoupla o 1,1 %.
| Rok            | 1961 | 1972 | 1983 | 1995 | 2001 | 2003 | 2004 | 2005 | 2006 | 2007 | 2008 | 2009 | 2010 | 2011 | 2012 | 2013 | 2014 |
| -------------- | ---- | ---- | ---- | ---- | ---- | ---- | ---- | ---- | ---- | ---- | ---- | ---- | ---- | ---- | ---- | ---- | ---- |
| Počet obyvatel | 466  | 587  | 456  | 414  | 458  | 432  | 433  | 433  | 422  | 425  | 426  | 438  | 436  | 431  | 447  | 455  | 460  |